# Habromys simulatus
Habromys simulatus és una espècie de mamífer rosegador de la família dels cricètids. És endèmic de la Sierra Madre Oriental (Mèxic), on viu a altituds d'entre 1.830 i 2.000 msnm. Es tracta d'un animal arborícola. Els seus hàbitats naturals són les selves nebuloses i els boscos de pins i roures. Està amenaçat per la tala d'arbres i l'expansió dels assentaments humans. El seu nom específic, simulatus, significa ‘imitat’ en llatí.